# Joan Colom

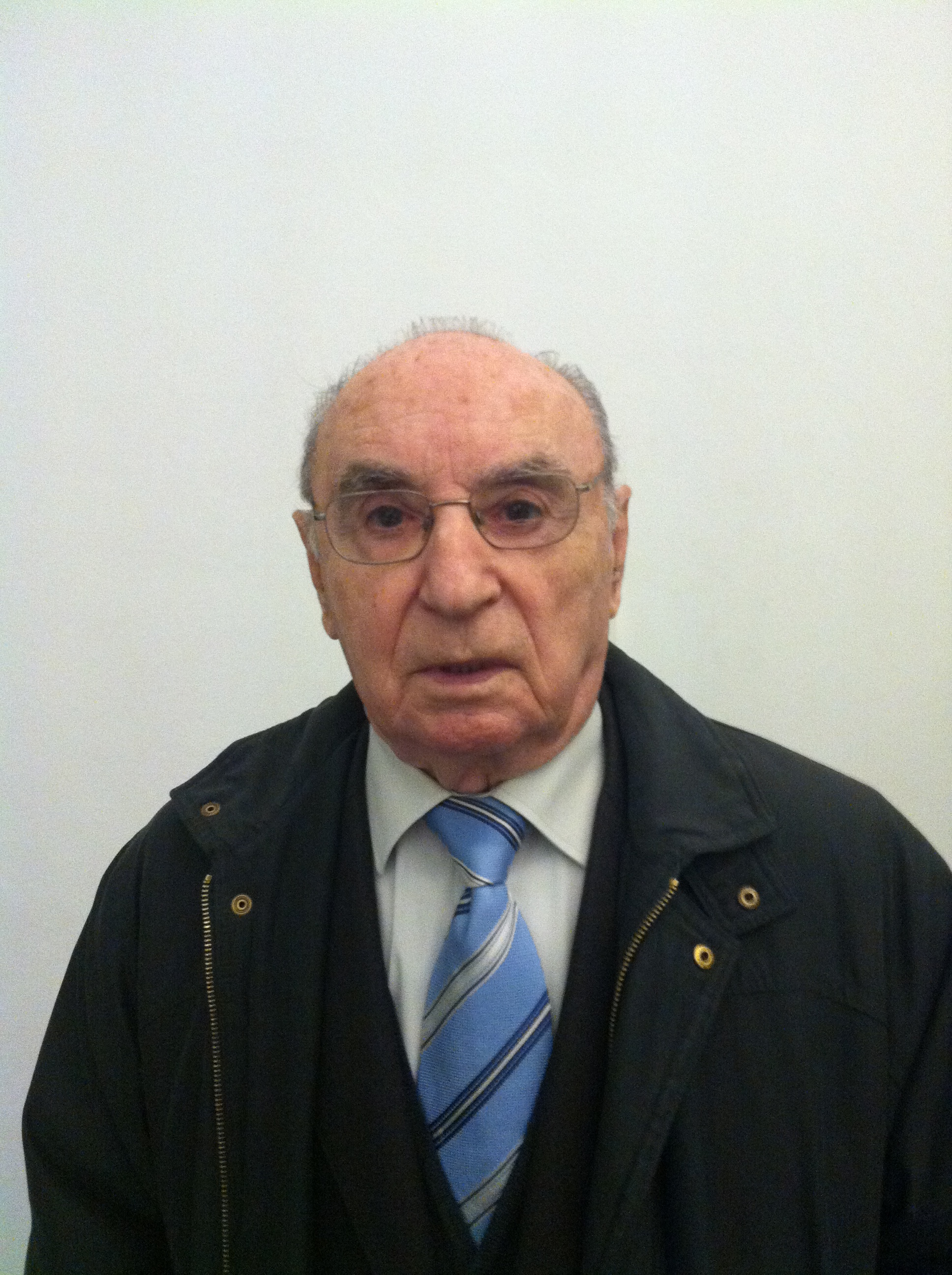
Joan Colom, 2012

Joan Colom i Altemir (* 1921 in Barcelona; † 3. September 2017) war ein spanischer Fotograf.

## Werk
Joan Colom ist für seine Ende der 1950er Jahre in Barcelona entstandenen Straßenfotos und Porträts bekannt. Er fotografierte ausschließlich im Arbeiter- und Rotlicht-Bezirk Raval. Colom war als Fotograf Autodidakt, im Hauptberuf arbeitete er als Buchhalter. 1957 trat er der Agrupació Fotogràfica de Catalunya (AFC) bei und 1960 war er Mitbegründer der Künstlergruppe El Mussol (Der Kauz).
In Deutschland wurde Coloms Arbeit 2007 durch eine Ausstellung im Museum für Photographie Braunschweig bekannt.

## Auszeichnungen
- 2002 verlieh ihm das spanische Ministerium für Kultur den Nationalpreis für Fotografie
- 2004 erhielt er den Nationalpreis für Bildende Kunst
- 2006 den Creu-de-Sant-Jordi-Preis der Generalitat de Catalunya.

## Bücher
- Joan Colom: Raval. Steidl, Göttingen 2006, ISBN 3-86521-324-3.
- Joan Colom: Album. Editorial RM und Foto Colectania, Barcelona 2011, ISBN 978-84-15118-15-2.